# Yuncos (kommunhuvudort)
Yuncos är en kommunhuvudort i Spanien.   Den ligger i provinsen Toledo och regionen Kastilien-La Mancha, i den centrala delen av landet, 40 km söder om huvudstaden Madrid. Yuncos ligger 553 meter över havet och antalet invånare är 5 615.
Terrängen runt Yuncos är platt. Runt Yuncos är det ganska tätbefolkat, med 104 invånare per kvadratkilometer. Närmaste större samhälle är Parla, 18,8 km nordost om Yuncos. Trakten runt Yuncos består till största delen av jordbruksmark.